# Den britiske udstilling
|  | Denne artikel er oprettet af botten Steenthbot ud fra en ekstern database. Den kan derfor have sproglige fejl eller mangler. Denne skabelon kan fjernes efter kontrol af indholdet. |

Den britiske udstilling er en dansk dokumentarisk optagelse fra 1950.

## Handling
Optagelser fra Den britiske udstilling i København d. 8. september til 3. oktober 1948. Ved den officielle åbningsceremoni i Rådhushallen deltager flere repræsentanter fra det danske og britiske kongehus. Statsminister Hans Hedtoft og kong Frederik IX m.fl. holder tale. Efter ceremonien tager de kongelige på lynvisit til de forskellige udstillingssteder bl.a. Forum og Tivoli.
Herefter optagelser af Winston Churchills besøg i Danmark i 1950. Under opholdet bor premiereministeren og hans kone på Fredensborg Slot, hvor de er kongeparrets gæster. Churchill er i Danmark, fordi han skal udnævnes til æresdoktor i filosofi på Københavns Universitet. Ceremonien afholdes i hovedbygningen på Frue Plads. Efter udnævnelsen holder Churchill tale. I løbet af opholdet besøger Churchill også Mindelunden i Ryvangen, hvor han lægger en krans ved Axel Poulsens monument 'For Danmark/Moderen med den dræbte søn.'

## Medvirkende
- Kong Frederik IX
- Dronning Ingrid
- Dronning Alexandrine
- Prins Knud
- Winston Churchill